# Wristcutters: A Love Story
Wristcutters: A Love Story (br:Paixão Suicida) é um filme croata-britânico-estadunidense de 2006 dirigido por Goran Dukić. O roteiro, do próprio Goran, foi baseado no conto "Kneller's Happy Campers", de Etgar Keret.

## Sinopse
Zia é um garoto norte-americano que passa a viver numa espécie de limbo após cometer suicídio. Lá ele se torna amigo do russo Eugene, um ex-músico que mora com a família. Depois de algum tempo, ele descobre que sua ex-namorada Desirée se suicidou um mês depois dele, e que ela está lá também. Eugene e Zia saem em busca dela e encontram, pelo caminho, Mikal, uma menina que diz estar lá por engano. Juntos, eles saem em busca de Desirée e das pessoas encarregadas do lugar.

## Elenco
- Leslie Bibb .... Desirée
- Mark Boone Jr. .... Mike
- Patrick Fugit .... Zia
- Sarah Roemer .... Rachel
- Shannyn Sossamon .... Mikal
- Tom Waits .... Kneller
- Will Arnet .... Messiah
- Abraham Benrubi .... Erik
- Cameron Bowen .... Kostya
- Clayne Crawford .... Jim
- Chase Ellison .... Kid Kostya
- Adam G. .... frentista
- Mary Pat Gleason .... mãe de Eugene
- John Hawkes .... Yan
- Mikal P. Lazarev .... Nanuk
- Aaron Mouser .... Max
- Nick Offerman .... policial
- Anatol Rezmeritza .... pai de Eugene
- Amy Siemetz .... Nina
- Azura Skye .... Tanya
- Shea Whigam .... Eugene